# Piece of Mind
Piece of Mind је четврти студијски албум британског хеви метал бенда Ајрон Мејден. Оригинално га је издао EMI 1983. у Уједињеном Краљевству и Capitol у Сједињеним Државама. Касније је албум реиздат од стране Sanctuary/Columbia Records. То је први албум са тадашњим новим бубњаром Нико Мекбрејном, који је пре тога био бубњар француског бенда Траст.
Албум је заузео 21. место на IGN-овој листи топ 25 метал албума.
Године 1983. музички часопис Kerrang! је направио анкету најбољих метал албума свих времена. Piece of Mind је заузео прво место, а The Number of the Beast друго.
Басисти Стиву Харису је ово омиљени албум, који је бенд издао, док је Брусу Дикинсону био омиљени све до издавања албума Brave New World.

## Списак песама
1. „Where Eagles Dare“ (Стив Харис) – 6:10
2. „Revelations“ (Брус Дикинсон) – 6:48
3. „Flight of Icarus“ (Адријан Смит, Дикинсон) – 3:51
4. „Die With Your Boots On“ (Смит, Дикинсон, Харис) – 5:28
5. „The Trooper“ (Харис) – 4:10
6. „Still Life“ (Дејв Мари, Харис) – 4:53
7. „Quest for Fire“ (Харис) – 3:41
8. „Sun and Steel“ (Дикинсон, Смит) – 3:26
9. „To Tame a Land“ (Харис) – 7:27